# بيتو (لاعب كرة قدم مواليد 1976)
بيتو (بالبرتغالية: Gilberto Galdino dos Santos‏) (20 نوفمبر 1976 في البرازيل - ) هو لاعب كرة قدم برازيلي في مركز الوسط. لعب مع إيرغوتيليس ورامبلا جونيورز ونادي باسوش دي فيريرا ونادي بنفيكا ونادي بيرا مار ونادي سان لورينزو ونادي سبورت ريسيفه ونادي سيون وAlecrim Futebol Clube ‏ وSociedade Esportiva Ypiranga Futebol Clube ‏ وManchete Futebol Clube do Recife ‏ وCentro Limoeirense de Futebol ‏.

## وصلات خارجية
- بيتو (لاعب كرة قدم) على موقع قاعدة بيانات كرة القدم.إي يو (الإنجليزية)
- بيتو (لاعب كرة قدم) على موقع Soccerway.com (الإنجليزية)
- بيتو (لاعب كرة قدم) على موقع عالم كرة القدم.نت (الإنجليزية)